# Hypoechinorhynchus
Hypoechinorhynchus är ett släkte av hakmaskar. Hypoechinorhynchus ingår i familjen Hypoechinorhynchidae.
Kladogram enligt Catalogue of Life:
| Hypoechinorhynchus | \| \| Hypoechinorhynchus alaeopis \| \| \| \| \| \| Hypoechinorhynchus magellanicus \| \| \| \| |
|                    | \| \| Hypoechinorhynchus alaeopis \| \| \| \| \| \| Hypoechinorhynchus magellanicus \| \| \| \| |
|                    | Bolborhynchoides                                                                                |
|                    |                                                                                                 |
|                    | Hypoechinorhynchus alaeopis                                                                     |
|                    |                                                                                                 |
|                    | Hypoechinorhynchus magellanicus                                                                 |
|                    |                                                                                                 |

|  | Hypoechinorhynchus alaeopis     |
|  |                                 |
|  | Hypoechinorhynchus magellanicus |
|  |                                 |